# Lista de presidentes da Sicília
Esta é uma lista de presidentes da Sicília de 1943 aos dias de hoje.

## Altos comissários
Período constitucional transitório
- 1943 - 1944: Francesco Musotto
- 1944 - 1946: Salvatore Aldisio
- 1946 - 1947: —

## Presidentes da junta regional
Presidentes da Região eleitos pela Assembleia Regional Siciliana
- 1947 - 1949: Giuseppe Alessi
- 1949 - 1955: Franco Restivo
- 1955 - 1956: Giuseppe Alessi
- 1956 - 1958: Giuseppe La Loggia
- 1958 - 1960: Silvio Milazzo
- 1960 - 1961: Benedetto Majorana della Nicchiara
- 1961          : Salvatore Corallo
- 1961 - 1964: Giuseppe D'Angelo
- 1964 - 1967: Francesco Coniglio
- 1967          : Vincenzo Giumarra
- 1967 - 1969: Vincenzo Carollo
- 1969 - 1972: Mario Fasino
- 1972 - 1974: Vincenzo Giumarra
- 1974 - 1978: Angelo Bonfiglio
- 1978 - 1980: Piersanti Mattarella
- 1980          : Gaetano Giuliano
- 1980 - 1982: Mario D'Acquisto
- 1982 - 1983: Calogero Lo Giudice
- 1983 - 1984: Santi Nicita
- 1984 - 1985: Modesto Sardo
- 1985 - 1991: Rosario Nicolosi
- 1991 - 1992: Vincenzo Leanza
- 1992 - 1993: Giuseppe Campione
- 1993 - 1995: Francesco Martino
- 1995 - 1996: Matteo Graziano
- 1996 - 1998: Giuseppe Provenzano
- 1998          : Giuseppe Drago
- 1998 - 2000: Angelo Capodicasa
- 2000 - 2001: Vincenzo Leanza

## Presidentes da Região
Presidentes da Região eleitos diretamente por sufrágio universal
- 2001 - 2008: Salvatore Cuffaro
- 2008 - 2012: Raffaele Lombardo[1]
- 2012 - 2017: Rosario Crocetta[2]
- 2017 - atualidade: Nello Musumeci